# Winterbach (Bad Kreuznach járás)
Winterbach település Németországban, Rajna-vidék-Pfalz tartományban. Lakosainak száma 485 fő (2023. december 31.).

## Népesség
A település népességének változása:
| Lakosok száma | 434  | 485  | 478  | 503  | 504  | 485  |
|               | 1975 | 2017 | 2019 | 2021 | 2022 | 2023 |